# Aryan Azman
Aryan Bin Azman (ur. 28 grudnia 2005) – singapurski zapaśnik walczący w stylu klasycznym. Zajął ósme miejsce na mistrzostwach Azji w 2023. Srebrny medalista igrzysk Azji Południowo-Wschodniej w 2023. Zdobył trzy medale mistrzostw Azji Południowo-Wschodniej w latach 2023-2025.